# Thomas Karlsson
Thomas Karlsson (1972) es un ocultista sueco y autor de libros acerca de diversas corrientes esotéricas. Es también un académico con Maestría en Historia de las Ideas y Doctorado en Historia de la Religión, por la Universidad de Estocolmo. Karlsson fue miembro fundador y cabeza de la orden mágica Dragon Rouge. Como escritor esotérico, sus libros exploran temas como la cábala, la magia goética y la runología desde una perspectiva del sendero de la mano izquierda. Como académico, su tesis doctoral versó sobre el esoterismo gótico descrito por el místico sueco Johannes Bureus en el siglo XV.
Thomas Karlsson está asociado con grupos musicales, especialmente Therion, habiendo escrito la mayoría de las letras para sus canciones desde 1996. Interpreta también los susurros en la canción Ljusalfheim del disco Secret of the Runes. A pesar de esto, Karlsson nunca ha sido nombrado como un miembro oficial del grupo. Karlsson forma parte del grupo Shadowseeds junto con Tommie Eriksson, quien fuese baterista y guitarrista de Therion en los 90s.

## Obras
- Uthark - Nightside of the Runes (ISBN 91-974102-1-7)
  - Uthark - Im Schattenreich der Runen (título alemán)
- Astrala resor ut ur kroppen (ISBN 91-7894-005-2)
- Kabbala, Kliffot och den Goetiska Magin (ISBN 91-974102-2-5)
  - Kabbalah, Qliphoth und die Goetische Magie (título alemán, ISBN 3-939459-01-1)
  - Qabalah, Qliphoth and Goetic Magic (título inglés, ISBN 978-0-9721820-1-0)
  - La Kabbala e la magia goetica (título italiano, ISBN 978-88-7169-213-5)
- Adulrunan och den Götiska Kabbalan (ISBN 91-974102-3-3)
  - Le rune e la kabbala (título italiano, ISBN 978-88-7169-207-4)
  - Adulruna und die gotische Kabbala (título alemán, ISBN 978-3-939459-04-0)
- Götisk kabbala och runisk alkemi. Johannes Bureus och den götiska esoterismen (ISBN 978-91-628-8030-9) — tesis doctoral, Universidad de Estocolmo, 2010.
- Bland Mystiker och Magiker i Förorten (ISBN 978-91-974102-7-4)
  - Among Mystics and Magicians in Stockholm (título inglés)

- Datos: Q2627494